# Maslog
Maslog é um município de  quinta classe de renda municipal (d) na província Samar Oriental, nas Filipinas. De acordo com o censo de 1 de maio  de  2020 possui uma população de 5 463 pessoas e 1 148 domicílios.